# Josef Eder (Bobfahrer)
Josef Eder (* 2. Mai 1942) ist ein ehemaliger österreichischer Bobfahrer.
Zusammen mit Reinhold Durnthaler, Herbert Gruber und Erwin Thaler nahm er an den Olympischen Spielen 1968 in Grenoble teil. Das Team errang die Silbermedaille im Viererbob, während die zweite Mannschaft mit Manfred Hofer, Karl Pichler, Hans Ritzl, Fritz Dinkhauser nur auf den 13. Platz fuhr.
Eder trat auch nochmals bei den Olympischen Winterspielen 1972 in Sapporo an, wo er mit Herbert Gruber, Utz Chwalla und Josef Oberhauser im Viererbob jedoch nur einen 6. Platz erringen konnte.